# Japira
Japira är en kommun i Brasilien.   Den ligger i delstaten Paraná, i den södra delen av landet, 900 km söder om huvudstaden Brasília. Antalet invånare är 4 910.
Omgivningarna runt Japira är huvudsakligen savann. Runt Japira är det ganska glesbefolkat, med 31 invånare per kvadratkilometer.